# Turkmenen
Turkmenen (turkmenisch Türkmenler) sind ein zentralasiatisches Turkvolk und bilden die Titularnation Turkmenistans, wo sie heute rund 72 Prozent der Bevölkerung ausmachen. 
Die Turkmenen sind bis heute stark in zahlreiche Stämme gegliedert. In der Steppe leben sie meist nomadisch und in den Städten sind sie sesshaft.
Von den Turkmenen in Turkmenistan sind die Turkmenen im Irak, in Syrien, Jordanien und in der Türkei zu unterscheiden, die früher auch als Turkomanen bezeichnet wurden und die einer anderen Sprachgruppe innerhalb der Turksprachen zugerechnet werden; zu diesen siehe auch Turkmenen (Vorderasien).

## Name

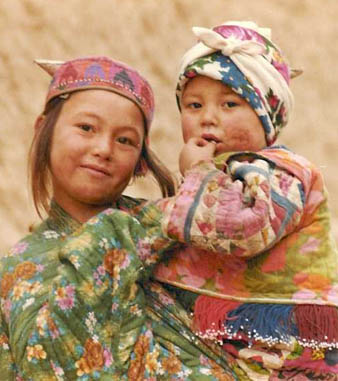
Ethnisch turkmenische Kinder in Afghanistan

Die Turkmenen werden auch als Türkmenen oder in Russland als Truchmenen (russisch Трухмены Truchmeny) bezeichnet. Eine deutsche und  englische Altbezeichnung für die Turkmenen lautet „Turkomanen“ bzw. Turkoman.

### Etymologie
Es gibt viele Theorien für den Ursprung des Namens:
- Der Name Türkmen kommt aus den iranischen Sprachen (persisch ترکمن Turk-mânand) und bedeutete ursprünglich „den Türken ähnlich“. Diese Bezeichnung wurde auch von den Arabern (arabisch التركمان) verwendet und bezeichnete ab dem 10. Jahrhundert die muslimischen Türken Asiens (Seldschuken). Moderne Studien lehnen diese populäre persische Etymologie allerdings ab.[2]
- Eine weitere verbreitete These ist, dass der Name Türkmen aus dem Türkischen stammt und für die muslimischen Türken verwendet wurde. Der Name soll sich aus Türk ‚Türke‘ und iman ‚Glaube‘ gebildet haben.
- Eine andere Variante der Namensgebung ist, dass der Name „Türkmen“ vom Nomen Türk ‚Türke‘ und dem Suffix men ‚-schaft‘ zusammengesetzt wurde. Dann wären die heutigen Turkmenen mit: „die Türkenschaft“ zu übersetzen.

### Geschichte und Anwendungsbereich des Namens
Erstmals erscheint der Name in Form von trwkkmn in einem sogdischen Brief aus dem 8. Jahrhundert. Falls dieses Wort in diesem Brief nicht ‚Übersetzer‘ (trkwmn, siehe zur weiteren Herleitung dieses Worts über das Aramäische Dragoman) bedeutet, wäre es die erstmalige Referenz auf dieses Ethnonym. Das chinesische Geschichtswerk T’ung-tien (um 801) schreibt über die T’e-chü-meng in Sogdien, was ein weiterer Verweis auf die Turkmenen sein kann. Erst später bezeichnete Türkmen ausschließlich jene Oghusen, die zum Islam übergetreten waren.
Der Name der „Turkmenen“ (Türkmen) als solcher gehört zu den wenigen überlieferten und gegenwärtig verwendeten Volksbezeichnungen eines Turkvolkes, die bereits vor der Zeit des Mongolischen Reiches in Gebrauch waren. Allerdings ist dieses Ethnonym seit dem Mittelalter bis zur Gegenwart eine Sammelbezeichnung für diverse Turkvölker, die im Iran, in Afghanistan, im Irak, in der Türkei, in Syrien, in Jordanien, im Mittleren Osten und in Zentralasien leben.
Die in den mittelalterlichen Quellen vor der Mongolenzeit erwähnten Turkmenen, ebenso wie diejenigen, die heute in den Ländern des Mittleren Osten als Turkmenen bezeichnet werden, sind mit den Turkmenen Turkmenistans und der angrenzenden Gebiete zwar sprachverwandt, aber nicht identisch. Zu diesen gehörten ursprünglich auch die Vorfahren der heutigen Türken und Aserbaidschaner, für diese kam aber bis auf kleine Gruppen die Bezeichnung Turkmenen im Laufe der Neuzeit außer Gebrauch. Die heutigen Turkmenen Turkmenistans gehen vermutlich auf oghusische Stämme zurück, die im 11. Jahrhundert in ihrer alten Heimat am Unterlauf des Syr-Darya und am Aralsee verblieben waren und sich erst nach der Eroberung durch die Mongolen islamisierten und in der Folge ihre heutigen Wohnsitze einnahmen.

## Größe und Siedlungsgebiete
Zu den Turkmenen rechnen sich aktuell knapp 9 Millionen Menschen. Knapp 5,2 Millionen Turkmenen leben in der nach ihnen benannten Republik Turkmenistan (Zensus 2011), wo sie rund 77 % der Gesamtbevölkerung und somit die Bevölkerungsmehrheit stellen. Als Minderheiten sind die Turkmenen im Nordost-Iran (2,3 Millionen, vor allem in den Provinzen Golestan, Nord-Chorasan und Razavi-Chorasan), in Nordwest-Afghanistan (589.000 in den Provinzen Faryab und Baglan), Usbekistan (169.000), Pakistan (60.000), Russland (33.000) und Tadschikistan (27.000) ansässig.
Die Turkmenen setzten sich aus mehreren Stammeskonföderationen zusammen: Den Tekke, Yomut, Salor, Ersari, Sari, Göklen, Caudor u. a. m.

## Religion
Turkmenen sind überwiegend sunnitische Muslime, wobei es aber auch große schiitische Gemeinden gibt.
Auch der Sufismus und Derwischorden spielen bei ihnen seit jeher eine große Rolle. Überdies finden sich sehr alte Glaubensvorstellungen, wie etwa der Ahnenkult oder schamanische Praktiken als Reste in der Volksreligiosität.

## Sprache
Die Turkmenen sprechen das Turkmenische, eine Turksprache des Oghusischen Zweiges. Es gibt etwa 5,2 Millionen Sprecher des Turkmenischen in Turkmenistan und etwa 3 Millionen Sprecher verteilt im Iran, Afghanistan und Russland.

## Geschichte

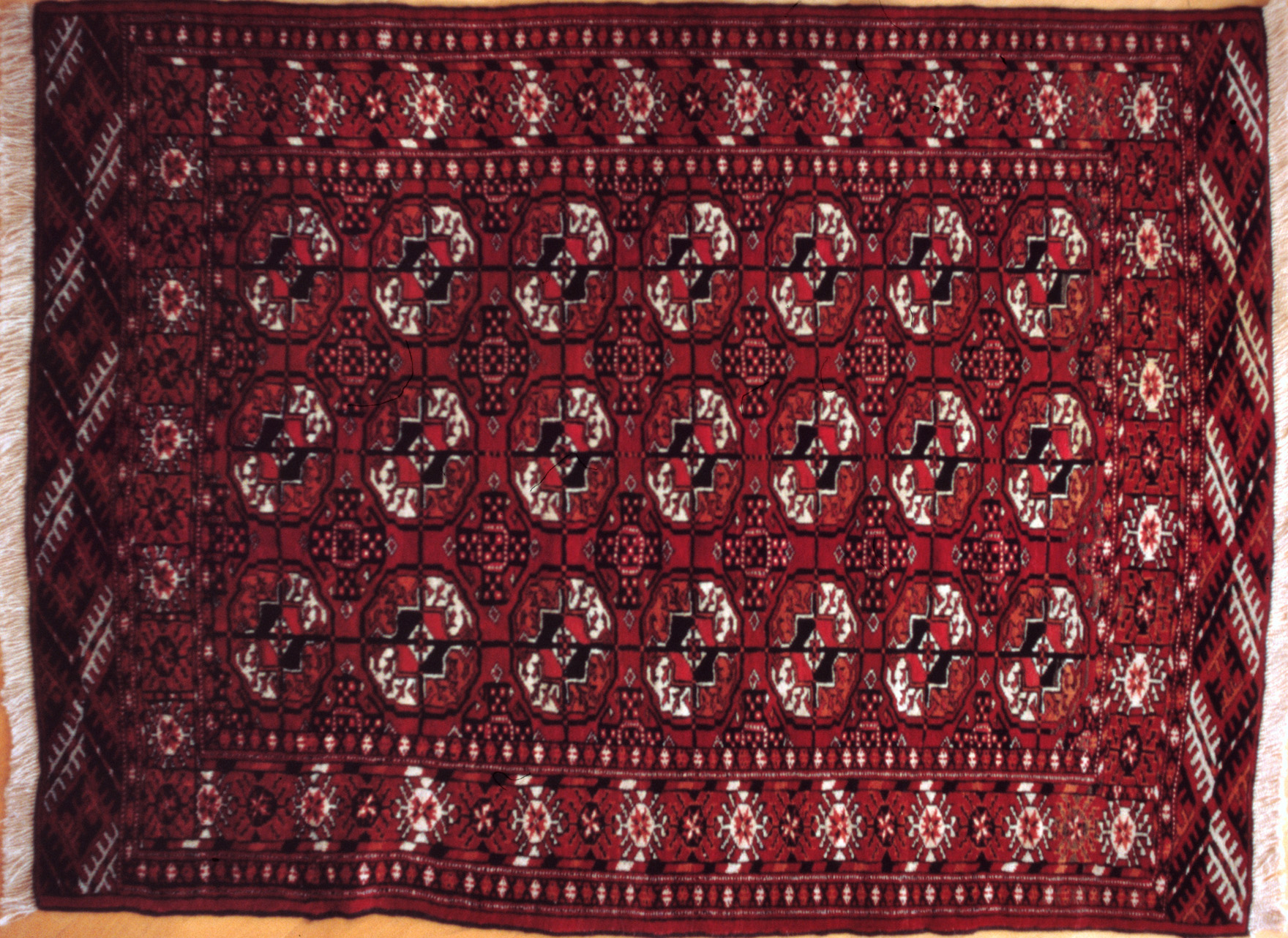
Turkmenischer Teppich im typischen Muster des Tekke-Stammes

Ein direkter Zusammenhang der modernen Turkmenen Mittelasiens mit den Turkmenen zur Zeit der Seldschuken und ihrer Nachfolger ist nicht nachweisbar. Ihre Geschichte kann wegen der schlechten Quellenlage erst ab dem 16. Jahrhundert verfolgt werden. In dieser Zeit erscheinen sie als Bewohner der Halbinsel Mangyschlak, des Ustjurt-Plateaus, der Balkhan-Berge und der Karakum und begannen, unter dem Druck der Kalmücken nach Süden zu wandern. Nachdem sie vorübergehend der Khan von Chiwa Abu’l Ghazi Bahadur (1643–1663) in Schach gehalten hatte, wurden sie wieder weitgehend unabhängig. Auch der iranische Herrscher Nadir Schah (1736–1747) erreichte nur eine kurzfristige Unterwerfung der Turkmenen. Im Übrigen waren sie als Räuber und Sklavenjäger gefürchtet, die die nördlichen Grenzgebiete des Irans immer wieder heimsuchten. Nach dem Niedergang der Macht des Khanats von Chiwa herrschte ab Beginn des 19. Jahrhunderts ein ständiger Kriegszustand mit diesem und die Einfälle in den Iran wurden mit Vergeltungsmaßnahmen der Iraner beantwortet. Nach Siegen gegen die Truppen des Irans und Chiwas in der Zeit zwischen 1855 und 1861 konnten die Turkmenen ihre Unabhängigkeit behaupten und sichern.
Zwischen 1881 und 1885 wurden die Turkmenen von Russland unterworfen. So sollen 1881 bei der Schlacht um den Göktepe rund 14.500 Turkmenen den Tod gefunden haben. Die Überlebenden zogen sich auf persisches und afghanisches Gebiet zurück. Mit Abschluss der russischen Eroberung Turkestans war das Gebiet aber noch nicht befriedet. Vor allem die Turkmenen leisteten in Transkaspien bis Mitte des 20. Jahrhunderts Widerstand, zahlreiche Aufstände konnten nur durch die moderne Bewaffnung der Kolonisten niedergeschlagen werden.
Nach der Zerschlagung Turkestans wurde 1918 auf dem Gebiet der Turkmenen die Autonome Sozialistische Sowjetrepublik Turkestan gebildet, und die neue Sowjetführung versuchte, die Stammestraditionen der Turkmenen zu brechen. So wurden die Beyler, die turkmenische Oberschicht, auf Befehl Josef Stalins als sogenannte Kulaken (Wucherer) ermordet. 1935 wurde der turkmenische Widerstand endgültig gebrochen. Aber alle Versuche der Sowjetführung, die turkmenischen Stämme zu einer Nation zu formen, schlugen fehl: Die Turkmenen fühlten sich weiterhin vor allem den Stämmen wie der Yomud, Tekke, Ersary, Alili usw. zugehörig. Anstelle der staatlich verordneten „turkmenische Hochsprache“ wurden von den Turkmenen weiterhin Dialekte verwendet. Auch weigerten sich die Turkmenen, Russisch zu lernen. Nach eigenen Angaben beherrschten bis 1989 nur etwa 27,8 Prozent der Turkmenen diese Sprache.
Nach dem deutschen Überfall auf die Sowjetunion (1941) kollaborierten ca. 180.000 Turkmenen mit den Deutschen.
Mit dem beginnenden Zerfall der Sowjetunion begann ab 1989 in Turkmenistan die Rückbesinnung auf Traditionen und eine eigene Geschichte. So räumte die turkmenische Sowjetführung mit der Legende auf, die Turkmenen hätten sich freiwillig der russischen Herrschaft unterstellt.
Am 22. August 1990 erklärte sich die turkmenische Führung für souverän und rief am 27. Oktober 1991 die Unabhängigkeit aus. Seit dem Untergang der UdSSR gehört Turkmenistan der Gemeinschaft Unabhängiger Staaten an.